# Brännskär (vid Berghamn, Nagu)
Brännskär är en ö nära Boskär i Nagu,  Finland. Den ligger i Skärgårdshavet i Pargas stad i landskapet Egentliga Finland, i den sydvästra delen av landet. Ön ligger just sydväst om Boskär, 20 kilometer sydväst om Nagu kyrka, 55 kilometer sydväst om Åbo och omkring 180 kilometer väster om Helsingfors. Närmaste allmänna förbindelse är förbindelsebryggan vid Nagu Berghamn som trafikeras av M/S Eivor och M/S Cheri.
Öns area är 2,7 hektar och dess största längd är 260 meter i öst-västlig riktning. Ön höjer sig omkring 5 meter över havsytan.